# Brasema macrocarpae
Brasema macrocarpae is een vliesvleugelig insect uit de familie Eupelmidae. De wetenschappelijke naam is voor het eerst geldig gepubliceerd in 1888 door Ashmead.